# Steinfurth (Bad Nauheim)
Steinfurth ist ein Stadtteil von Bad Nauheim im hessischen Wetteraukreis.

## Nachbarorte
| Nieder-Weisel | Oppershofen                                 |             |
| Ostheim       | Kompassrose, die auf Nachbargemeinden zeigt | Södel       |
| Nieder-Mörlen | Bad Nauheim                                 | Wisselsheim |

## Geschichte

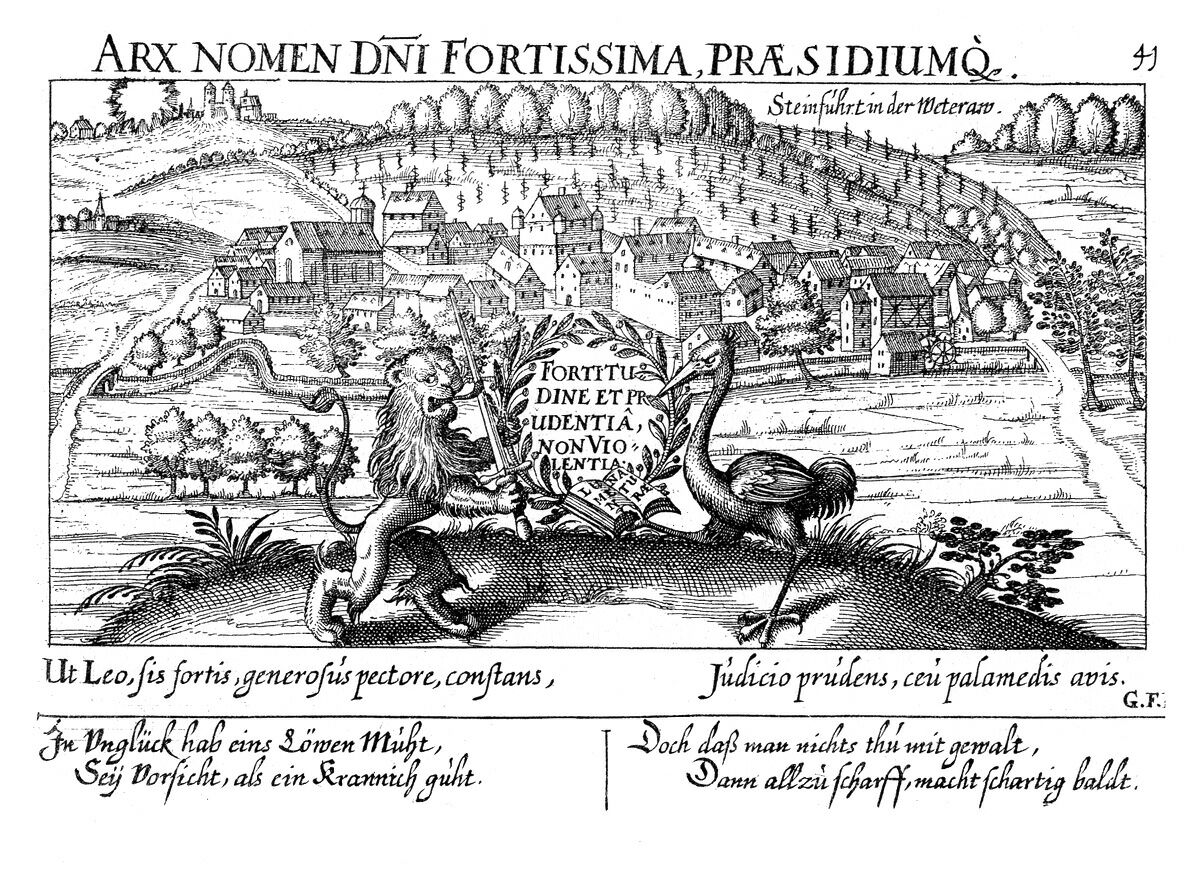
Ansicht von Steinfurth 1624 mit Allegorie auf die Wappentiere der Löw von Steinfurth im Thesaurus Philopoliticus

### Ortsgeschichte
Die älteste erhaltene Erwähnung von Steinfurth stammt von 914 und findet sich in einer Schenkungsurkunde König Konrads I. an die Kirche zu Weilburg. Seit dem Mittelalter war Steinfurth zu großen Teilen im Besitz der Familie Löw von Steinfurth, die sich nach dem Ort benannten. Im Ortskern ist mit dem Löwschen Schloss ein Herrenhaus der Familie aus dem frühen 19. Jahrhundert erhalten.
1806 fiel Steinfurth durch die Rheinbundakte an das Großherzogtum Hessen und lag hier im Fürstentum Oberhessen (ab 1816: Provinz Oberhessen). Die Niedere Gerichtsbarkeit blieb den Standesherren erhalten und wurde durch deren „Patrimonialgericht Steinfurt“ ausgeübt. Diese Einschränkung staatlicher Souveränität störte das Großherzogtum selbstverständlich.
Dem Großherzogtum gelang es bei der Verwaltungsreform der Jahre 1820 bis 1822 Steinfurth weiter in die staatlichen Strukturen zu integrieren. Mit dieser Verwaltungsreform wurden auch auf unterer Ebene Rechtsprechung und Verwaltung getrennt. Für die bisher in den Ämtern wahrgenommenen Verwaltungsaufgaben wurden Landratsbezirke geschaffen, für die erstinstanzliche Rechtsprechung Landgerichte. 1822 wurde Steinfurth faktisch in den Landratsbezirk Butzbach eingegliedert, da die Löw von Steinfurth darauf verzichteten, polizeiliche Rechte selbst wahrzunehmen. Die Rechtsprechung übernahm das neu eingerichtete Landgericht der Freiherren von Löw mit Sitz in Friedberg. Dieses bestand aber keine drei Jahre, bevor die Löw zu Steinfurth es in das Landgericht Friedberg eingliedern ließen. Ab 1867 war dann das neu gegründete Landgericht Nauheim zuständig. Mit dem Gerichtsverfassungsgesetz von 1877 wurden Organisation und Bezeichnungen der Gerichte reichsweit vereinheitlicht. Zum 1. Oktober 1879 hob das Großherzogtum Hessen deshalb die Landgerichte auf. Funktional ersetzt wurden sie durch Amtsgerichte. So ersetzte das Amtsgericht Nauheim das Landgericht Nauheim. Das Amtsgericht Bad Nauheim bestand bis 1968. Anschließend war das Amtsgericht Friedberg zuständig.
Hessische Gebietsreform (1970–1977)
Im Zuge der Gebietsreform in Hessen wurde die bis dahin selbständige Gemeinde Steinfurth zum 1. August 1972 kraft Landesgesetzes als Stadtteil in die Stadt Bad Nauheim eingegliedert.
Für den Stadtteil Steinfurth wurde, wie für die anderen eingegliederten ehemals eigenständigen Gemeinden sowie die Kernstadt, Ortsbezirke eingerichtet.

### Verwaltungsgeschichte im Überblick
Die folgende Liste zeigt die Staaten und Verwaltungseinheiten, denen Steinfurth angehört(e):
- vor 1806: Heiliges Römisches Reich, Freiherr Löw von Steinfurth (Mannlehen von Nassau)
- ab 1806: Großherzogtum Hessen (Souveränitätslande),[Anm. 2] Fürstentum Oberhessen, Patrimonialgericht von Löw
- ab 1815: Großherzogtum Hessen (Souveränitätslande), Provinz Hessen, Patrimonialgericht von Löw
- ab 1821: Großherzogtum Hessen, Provinz Oberhessen, Landratsbezirk Butzbach[Anm. 3]
- ab 1829: Großherzogtum Hessen, Provinz Oberhessen, Landratsbezirk Friedberg
- ab 1832: Großherzogtum Hessen, Provinz Oberhessen, Kreis Friedberg
- ab 1848: Großherzogtum Hessen, Regierungsbezirk Friedberg
- ab 1852: Großherzogtum Hessen, Provinz Oberhessen, Kreis Friedberg
- ab 1867: Norddeutscher Bund, Großherzogtum Hessen, Provinz Oberhessen, Kreis Friedberg
- ab 1871: Deutsches Reich, Großherzogtum Hessen, Provinz Oberhessen, Kreis Friedberg
- ab 1918: Deutsches Reich, Volksstaat Hessen, Provinz Oberhessen, Kreis Friedberg[14][Anm. 4]
- ab 1945: Deutsches Reich, Amerikanische Besatzungszone, Groß-Hessen,[Anm. 5] Regierungsbezirk Darmstadt, Landkreis Friedberg
- ab 1946: Deutsches Reich, Amerikanische Besatzungszone, Hessen, Regierungsbezirk Darmstadt, Landkreis Friedberg
- ab 1949: Bundesrepublik Deutschland, Hessen, Regierungsbezirk Darmstadt, Landkreis Friedberg
- ab 1972: Bundesrepublik Deutschland, Hessen, Regierungsbezirk Darmstadt, Wetteraukreis, Stadt Bad Nauheim

## Bevölkerung

### Einwohnerentwicklung
- 1961: 1641 evangelische (= 80,32 %), 345 katholische (= 16,89 %)[1]

| Steinfurth: Einwohnerzahlen von 1834 bis 2019 | Steinfurth: Einwohnerzahlen von 1834 bis 2019 | Steinfurth: Einwohnerzahlen von 1834 bis 2019 | Steinfurth: Einwohnerzahlen von 1834 bis 2019 | Steinfurth: Einwohnerzahlen von 1834 bis 2019 |
| --- | --------------------------------------------- | --------------------------------------------- | --------------------------------------------- | --------------------------------------------- |
| Jahr |                                               |                                               |                                               | Einwohner                                     |
| 1834 | 1834                                          |                                               | 805                                           | 805                                           |
| 1840 | 1840                                          |                                               | 632                                           | 632                                           |
| 1846 | 1846                                          |                                               | 851                                           | 851                                           |
| 1852 | 1852                                          |                                               | 893                                           | 893                                           |
| 1858 | 1858                                          |                                               | 939                                           | 939                                           |
| 1864 | 1864                                          |                                               | 949                                           | 949                                           |
| 1871 | 1871                                          |                                               | 926                                           | 926                                           |
| 1875 | 1875                                          |                                               | 926                                           | 926                                           |
| 1885 | 1885                                          |                                               | 979                                           | 979                                           |
| 1895 | 1895                                          |                                               | 967                                           | 967                                           |
| 1905 | 1905                                          |                                               | 1.080                                         | 1.080                                         |
| 1910 | 1910                                          |                                               | 1.131                                         | 1.131                                         |
| 1925 | 1925                                          |                                               | 1.279                                         | 1.279                                         |
| 1939 | 1939                                          |                                               | 1.375                                         | 1.375                                         |
| 1946 | 1946                                          |                                               | 1.870                                         | 1.870                                         |
| 1950 | 1950                                          |                                               | 1.971                                         | 1.971                                         |
| 1956 | 1956                                          |                                               | 1.948                                         | 1.948                                         |
| 1961 | 1961                                          |                                               | 2.043                                         | 2.043                                         |
| 1967 | 1967                                          |                                               | 2.222                                         | 2.222                                         |
| 1970 | 1970                                          |                                               | 2.247                                         | 2.247                                         |
| 1980 | 1980                                          |                                               | ?                                             | ?                                             |
| 1990 | 1990                                          |                                               | ?                                             | ?                                             |
| 2000 | 2000                                          |                                               | ?                                             | ?                                             |
| 2010 | 2010                                          |                                               | 2.850                                         | 2.850                                         |
| 2011 | 2011                                          |                                               | 2.829                                         | 2.829                                         |
| 2016 | 2016                                          |                                               | 2.925                                         | 2.925                                         |
| 2019 | 2019                                          |                                               | 2.945                                         | 2.945                                         |
| Datenquelle: Historisches Gemeindeverzeichnis für Hessen: Die Bevölkerung der Gemeinden 1834 bis 1967. Wiesbaden: Hessisches Statistisches Landesamt, 1968. Weitere Quellen: LAGIS; Stadt Bad Nauheim (web archiv): 2010, 2016, 2019; Zensus 2011 |                                               |                                               |                                               |                                               |

### Einwohnerstruktur 2011
Nach den Erhebungen des Zensus 2011 lebten am Stichtag dem 9. Mai 2011 in Steinfurth 2829 Einwohner. Darunter waren 156 (5,5 %) Ausländer.
Nach dem Lebensalter waren 534 Einwohner unter 18 Jahren, 1173 zwischen 18 und 49, 615 zwischen 50 und 64 und 507 Einwohner waren älter.
Die Einwohner lebten in 1104 Haushalten. Davon waren 270 Singlehaushalte, 321 Paare ohne Kinder und 408 Paare mit Kindern, sowie 81 Alleinerziehende und 24 Wohngemeinschaften. In 216 Haushalten lebten ausschließlich Senioren und in 744 Haushaltungen lebten keine Senioren.

## Politik

### Ortsbeirat
Für Steinfurth  besteht ein Ortsbezirk (Gebiete der ehemaligen Gemeinde Steinfurth) mit Ortsbeirat und Ortsvorsteher nach der Hessischen Gemeindeordnung.
Der Ortsbeirat besteht aus fünf Mitgliedern. Bei den Kommunalwahlen in Hessen 2021 betrug die Wahlbeteiligung zum Ortsbeirat 56,43 %. Dabei wurden gewählt: drei Mitglieder der Liste „Freien Wähler/ Unabhängige Wählergemeinschaft Bad Nauheim“ (FW), sowie je ein Mitglied der CDU, der SPD. Der Ortsbeirat wählte Markus Philippi (FW) zum Ortsvorsteher.

### Wappen
| Wappen von Steinfurth | Blasonierung: „In silbernem Schilde mit blauem Schildbord eine gefüllte rote Rose mit goldenem Butzen und grünen Kelchblättern, darüber eine rote Blätterkrone.“ |
| Wappen von Steinfurth | Das Wappen wurde am 9. Juli 1954 durch das Hessische Innenministerium genehmigt.                                                                                 |

### Flagge
Die Flagge wurde am 31. August 1954 durch das Hessische Innenministerium genehmigt. Flaggenbeschreibung: „Auf der weißen Mittelbahn des rot-weiß-roten Flaggentuchs das Wappen der Gemeinde Steinfurth.“

## Kultur und Sehenswürdigkeiten

### Bauwerke
Architektonischer und kultureller Mittelpunkt des Dorfes ist die spätgotische ev. Pfarrkirche. Den ansonsten schlicht gestalteten Innenraum des im späten 15. Jahrhundert errichteten, nach Teilzerstörung im Dreißigjährigen Krieg verändert wiederaufgebauten Gotteshauses zieren die sehenswerten Prunkgrabmäler einiger Mitglieder des ortsansässigen Adelsgeschlechts der Freiherren von Löw. Als Gemeindepfarrer amtierten 1954–1959 Hans Knorrek, 1959–1971 Rudolf Weber, 1971–1980 Alfred Rose, 1982–1990 Birgit Gröger, 1991–2008 Horst Rockel, 2008–2023 Siegfried Nickel. Seit dem Wechsel Nickels in das Dekanat Wetterau ist die Pfarrerstelle der Kirchengemeinde Steinfurth-Wisselsheim vakant.

### Das Steinfurther Rosenfest

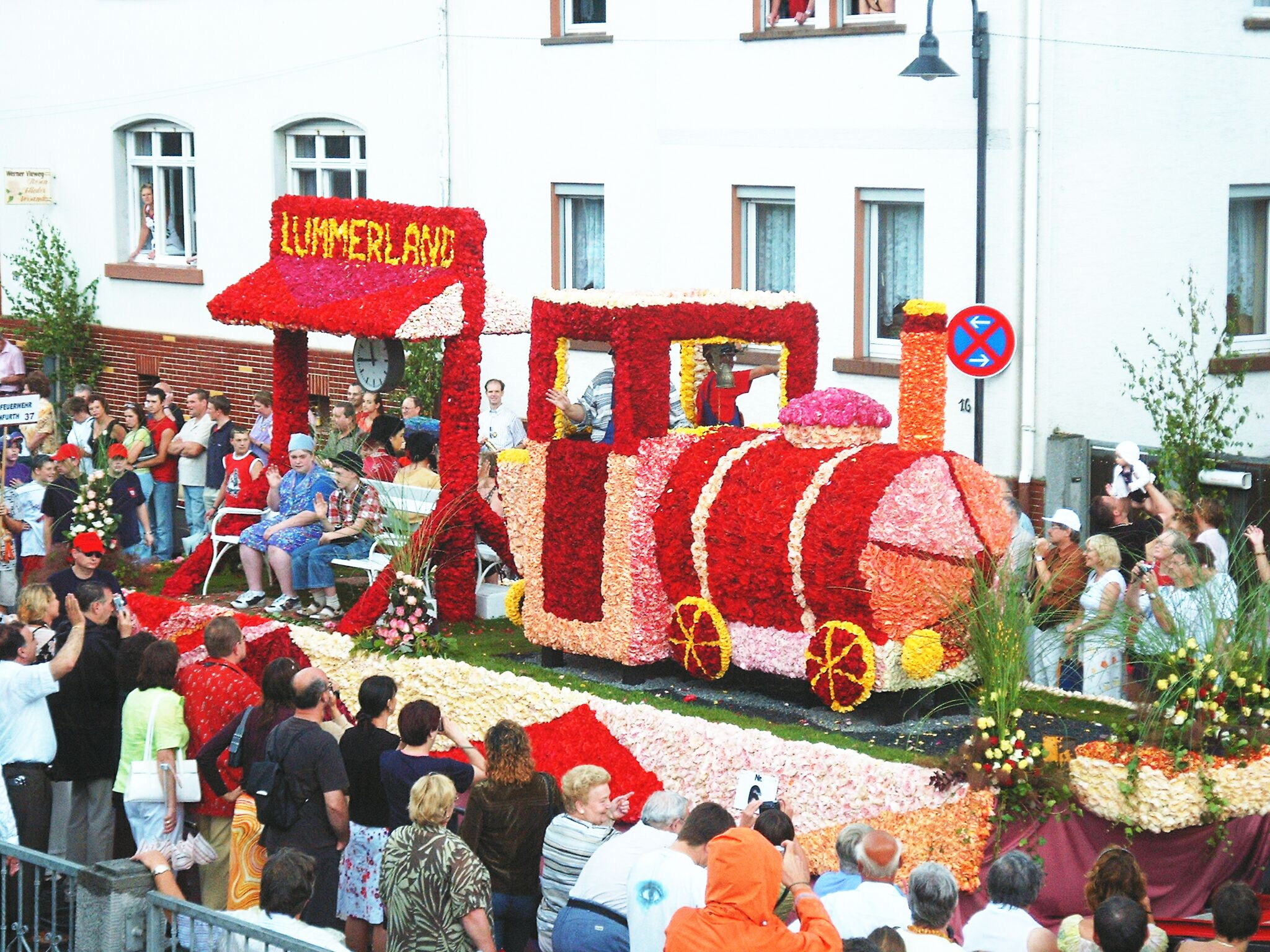
Steinfurther Rosenfest – Motivwagen mit rund 60.000 Rosenblüten

### Vereine
Steinfurth verfügt über ein vielfältiges Vereinsleben. So gibt es u. a. einen Aerobic-Verein, Angelsportverein, Deutsche Lymphschulung e. V., Freiwillige Feuerwehr und die Jugendfeuerwehr Steinfurth, Gesangverein Frohsinn, Heimat- und Geschichtsverein Steinfurth „Die Rosisten“ e. V., Kleintierzuchtverein, Landfrauenverein, Modellbausportclub, Oldtimer-Club-Steinfurth e. V., Radfahrverein, Seniorenclub, Sportverein SV 1930 Steinfurth, Tischtennisclub Steinfurth, Turnverein 1905 Steinfurth, VDK Steinfurth und die Zimmerschützengemeinschaft.

## Wirtschaft und Infrastruktur

### Das Rosendorf
Steinfurth ist ein in Fachkreisen international bekanntes Zentrum des Rosenanbaus und der Rosenzucht; etwa 40 ortsansässige Betriebe sind auf diesem Sektor tätig, darunter auch das 1868 gegründete älteste deutsche Rosenzuchtunternehmen. In den Sommermonaten besuchen zahlreiche Touristen die öffentlichen Blumenschaugärten.

### Geschichte des Rosenanbaus
- 1868 – Heinrich Schultheis gründete die erste Rosenbaumschule in Deutschland und begann mit seinen Brüdern, die Rosen baumschulmäßig anzubauen.
- 1890 – Um die Jahrhundertwende gab es schon um die 50 Rosenanbaubetriebe in Steinfurth.
- 1970 – Steinfurth hatte 210 Rosenanbaubetriebe mit einer jährlichen Produktion von 12 bis 14 Millionen Rosenpflanzen, d. h. etwa 40 % der gesamten deutschen Rosenproduktion.

### Bildung
Steinfurth hat eine Grundschule, die seit 2005 den Namen Rosendorfschule trägt.

### Verkehr

#### Straße
Durch Steinfurth verläuft die Landesstraße 3134, die Anschluss an die B 3 bzw. B 275 und von dort an die A 5 Richtung Kassel und Frankfurt am Main bietet.

#### Bus
Durch den Ort verkehren die von der Stroh Bus Verkehrs GmbH bedienten Stadtbus-Linien FB-12 und FB-15, die Bad Nauheim mit Steinfurth und den Stadtteilen Wisselsheim und Rödgen verbinden und am Kaiserberg bzw. Bahnhof Bad Nauheim enden. Außerdem verkehrt die Linie FB-53 durch den Ort, die Bad Nauheim über Steinfurth mit Oppershofen, Rockenberg, Griedel und Butzbach verbindet und am dortigen Bahnhof endet. Vereinzelt fährt diese Linie hauptsächlich zur Schülerbeförderung auch direkt nach Nieder- und Ober-Mörlen. Betrieben wird die Linie FB-53 von der ESE Verkehrsgesellschaft mbH, die zum Fahrplanjahr 2024 die HLB Hessenbus ablöste. Steinfurth gehört zum Rhein-Main-Verkehrsverbund.

#### Schiene

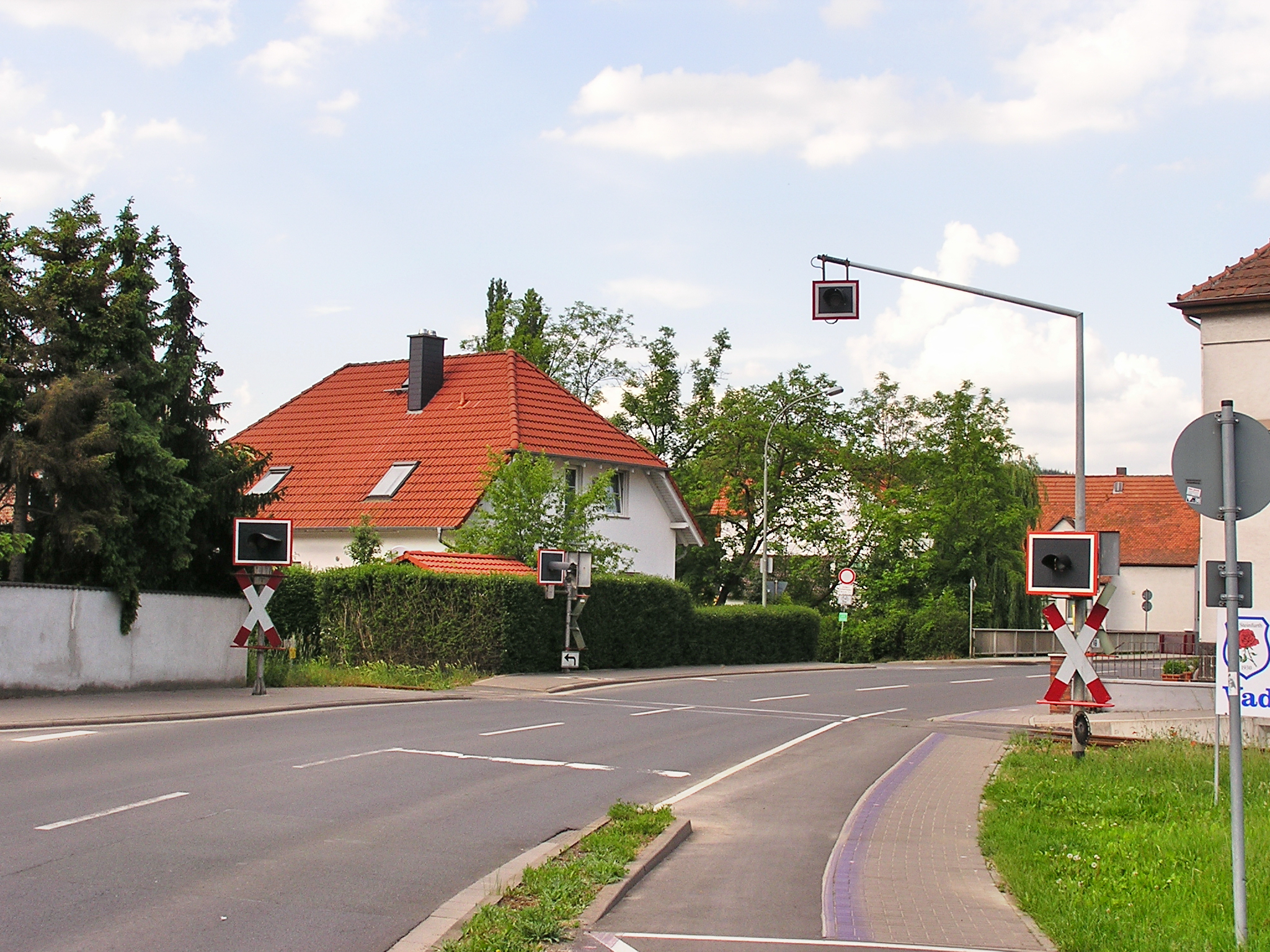
Bahnübergang in der Bad Nauheimer Straße

Steinfurth liegt an der Butzbach-Licher Eisenbahn, die heute von der Eisenbahnfreunde Wetterau e. V. (EFW) im Museumsbetrieb befahren wird. Der Bahnhof Steinfurth ⊙, dessen Empfangsgebäude mittlerweile zu einem Wohnhaus umgebaut wurde, besitzt einen mittig zwischen dem Durchgangs- und Ausweichgleis angeordneten Bahnsteig. Er befindet sich kurz hinter dem Bahnübergang in der Bad Nauheimer Straße.
Ungefähr 100 Meter vom Steinfurther Bahnhof entfernt direkt auf der anderen Seite dieses Bahnübergangs befindet sich zusätzlich der Haltepunkt Steinfurth Rosenbahnsteig ⊙, der von der EFW ausschließlich einmal alle zwei Jahre zur Beförderung von Fahrgästen zum Rosenfest angefahren wird.